# Сара Сільверман
Са́ра Кейт Сі́льверман (англ. Sarah Kate Silverman; нар. 1 грудня 1970, Манчестер, Нью-Гемпшир, США) — американська акторка жанру стендап, кіно та телебачення; сатирикиня, авторка численних скетчів; сценаристка, виконавча продюсерка, композиторка. Відома під псевдонімом Велика С (англ. Big S). Критикиня релігії, ЛГБТ активістка. Повсякчас зачіпає суперечливі, найглибші та заборонені теми для сатири: Голокост, расизм, сексизм, шовінізм. Її сатиру визнають оригінальною й несхожою на «анекдоти з акцентом».

## Ранні роки
Народилася 1 грудня 1970 в Бедфорді в американській багатодітній єврейській родині з російсько-польським корінням.
Батько — власник дискаунтера з продажу одягу. У сім'ї виховувалося четверо доньок, Сара — наймолодша. Сестри стали відомими: кіносценаристка Джоді Спаєр, акторка-комікеса Лора Сільверман і рабинка Сюзан Сільверман-Абрамович, співавторка (з чоловіком) відомої в США книги про традиції єврейських родин (англ. Jewish Family and Life: Traditions, Holidays, and Values for Today's Parents and Children).
Виросла в Манчестері (штат Нью-Гемпшир). Обожнювала театр, у 12 років — вперше вийшла на сцену. У 15 років — взяла участь у зніманні токшоу Community Auditions на місцевому телебаченні.
Закінчила середню школу в Нью-Гемпширі, вступила в Нью-Йоркський університет, але вищої освіти не здобула.

## Кар'єра
1987 — Сільверман вперше виступила у жанрі стендап комедії у Гринвіч-Віллиджі. Свою першу спробу вона вважає жахливою.
1993-1994— протягом року дебютувала в телевізійному сатиричному ток-шоу «Суботнього вечора у прямому ефірі». Як виконавиця комічних монологів брала участь у скетч-шоу Mr. Shou.
1997 — початок кінокар'єри: телесеріали «Сайнфелд», «Гроші», «Зоряний шлях: Вояджер».
2002 — постійні зйомки в телешоу «Кролик Ґреґ».
2005, листопад — фільм-концерт «Сара Сільверман: Ісус — це чудо», який супроводжувався широкою й успішною PR-компанією. Озвучувала роль у мультиплікаційному серіалі «Том йде до мера» (епізод «Pipe Camp»).
2006 — провела церемонію MTV Movie Awards, її фото з'явилося на обкладинці журналу «Максим», редакція якого внесла її до списку «100 найгарячіших жінок».
2007, лютий — на телевізійному каналі Comedy Central вийшов перший випуск щотижневого власного телешоу Сари Сільверман (The Sarah Silverman Program).
2008 — на зйомках програми «Джиммі Кіммел наживо!» була представлена епатажна пісня «I'm Fucking Matt Damon», що стала сенсацією на YouTube й отримала винагороду Creative Arts Emmy.
Відома як акторка озвучування: її голосом говорять персонажі мультфільмів «Футурама», «Американський батечко», «Сімпсони», «Ральф».

## Особисте життя
Не сповідує жодної релігії, проте вважає себе носійкою єврейської культури. Називає себе єврейською комікесою, дотримується стилю «скандальної єврейської принцеси». Вийшла на сцену з промовою вдячності про Голокост. 
З десятирічного віку є вегетаріанкою. 
Протягом всього життя має великий депресивний розлад, що свого часу призвів до залежності від препарату на основі алпразоламу; потім перейшла на лікування сертраліном. У зв'язку з хворобою ухвалила рішення про бездітність, оскільки діти могли б успадкувати розлад.
З 2002 до 2009 зустрічалася з Джиммі Кіммелом, телеведучим програми «Джиммі Кіммел наживо!». У 2010 році деякий час зустрічалася з письменником і продюсером Алеком Салкіном. З 2011 року по 2014 рік зустрічалася з актором Кайлом Данніганом. У 2014—2018 роках зустрічалася з актором Майклом Шином, в лютому 2018 року опублікувала в твіттері, що вони розлучилися. З 2020 року зустрічається з американським коміком та телепродюсером Рори Альбанезе, колишнім ведучим The Daily Show. Офіційно не одружувалась.

## Номінації та нагороди
- 2004 — номінація на премію «Teen Choice Awards» за роль у фільмі «Школа року»;
- 2007 — посіла 29-е місце у списку «Hot 100 of 2007» журналу «Maxim»;
- 2008 — премія «Еммі» та дві номінації на премію «Еммі»;
- 2009 — номінація на премію «Еммі» у категорії «Найкраща акторка комедійного серіалу» (за «Шоу Сари Сільверман»);
- 2016 — Гільдія кіноакторів США, номінація «Найкраща жіноча роль» (фільм «Я повернувся, посміхаючись»).

## Фільмографія
52 роботи в 50 проєктах:
- 1997 — «Сайнфелд», «Братська любов», «Гола правда»
- 1998 — «Дещо про Мері»
- 1999 — «Холостяк»
- 2000 — «Історія одного викрадення»
- 2001 — «Серцеїдки»
- 2002 — «Дівчини з характером»
- 2003 — «Школа року»
- 2004 — «Волосся дибки»
- 2005 — «Том йде до мера»
- 2010 — «Світ через щілину замку»
- 2011 — «Кохає / Не кохає»
- 2014 — «Мільйон способів втратити голову»
- 2015 — «Я повернувся, посміхаючись»
- 2017 — «Битва статей»
- 2023 — «Маестро»